# Jan Zamoyski
Jan Sariusz Zamoyski (Skokówka, 19 maart 1542 - Zamość, 3 juni 1605) was een Poolse edelman, magnaat, 1e ordinaat van Zamość en veldheer. Jan wordt gezien als een van de grootste staatsmannen uit de Poolse geschiedenis.

## Biografie

### Politieke carrière
Jan Zamoyski was een telg van de Zamoyski familie (clan Jelita). Na zijn opleidingen in Parijs, Rome en Padua werd hij een secretaris van koning Sigismund II August van Polen. Tijdens de daaropvolgende interregnum dwong Zamoyski als landadel-afgevaardigde de viritim-verkiezing af, wat elke edelman het recht gaf om deel te nemen aan de koninklijke verkiezing. Hij was tevens de eerste Poolse edelman die verschillende Starostwo wist te combineren.

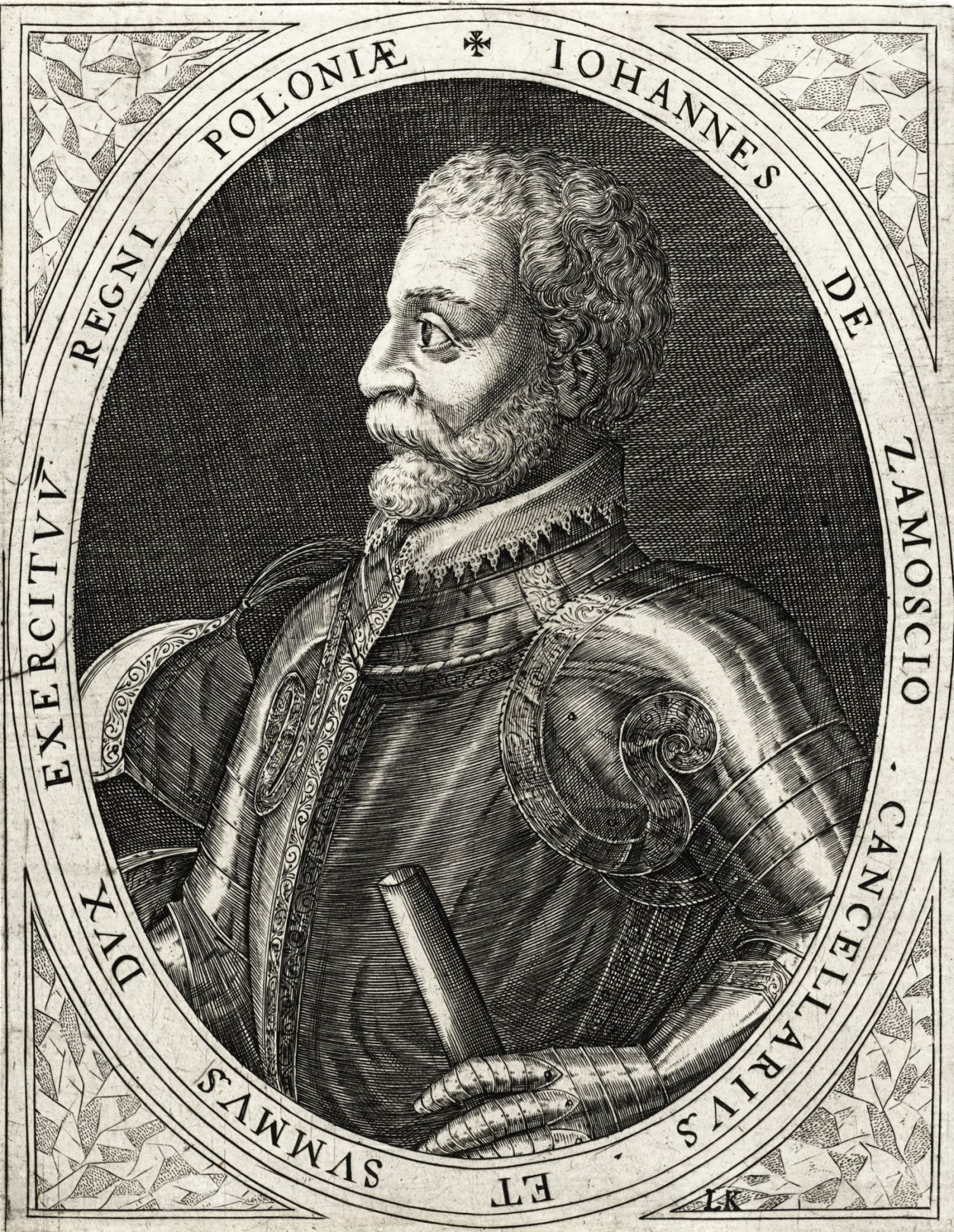
Gravure door Dominicus Custos

Jan Zamoyski, een tegenstander van de Habsburgers, steunde de verkiezing van Stefanus Báthory en werd zijn politiek adviseur. Zamoyski werd in 1578 aangesteld tot Kroon-kanselier en in 1581 gepromoveerd tot Grootkroonhetman. In deze laatste positie had hij de leiding over het Poolse binnenlandse en buitenlandse beleid.
Zamoyski steunde in 1587, na de dood van Stefanus Báthory, de verkiezing van de Zweedse prins Sigismund Vasa tot nieuwe koning van Polen. Zamoyski had deze koninklijke verkiezing verkiezingen op touw gezet in de hoop dat een dynastieke unie tussen Polen en Zweden de vrede in de Oostzee zou verzekeren, het geschil over de macht over Lijfland zou oplossen en acties tegen hun gemeenschappelijke Moskovische vijand zou coördineren. Zamoyski nam tijdens de slag bij Byczyna de Habsburgse aartshertog Maximiliaan III van Oostenrijk gevangenen, waarmee hij de Poolse kroon voor Sigismund III van Polen veilig stelde.
Jan Zamoyski besloot de oppositie te leidden nadat hij in de gaten kreeg dat Sigismund III een Absolute monarchie wilde creëren. Deze politieke zet mondde uiteindelijk uit in de Zebrzydowski-opstand. Zamoyski stond ook bekend als een tegenstander van de door Sigismund III aangestuurde Poolse inmenging in de Russische crisis, bekend als de Tijd der Troebelen.

### Militaire carrière
Als veldheer behaalde Jan Zamoyski tactische overwinningen. Zo leidde hij militaire expedities naar het oosten en wist Moldavië en Walachije tot vazalstaten van het Pools-Litouwse Gemenebest te maken. Ook slaagde hij er tijdelijk in om de Turkse opmars naar het noorden te stoppen. Zamoyski stond in 1601 aan het hoofd van een Pools leger om de Zweden in Lijfland het hoofd te bieden.

### Persoonlijk leven
Jan Zamoyski wist als staatsman een enorm fortuin te vergaren. Zijn landerijen, bestaand uit 11 steden en meer dan 200 dorpen, besloegen 6,445 vierkante meters.
De stad Zamość is voor Jan Zamoyski gebouwd en moet gezien worden als een eerbetoon aan deze staatsman. Hij nam de architect Bernardo Morando in dienst om dit plan te realiseren. De door Morando gebouwde kapittelkerk van Zamość werd aangewezen als een mausoleum ducis magni en Zamoyski was dan ook erg betrokken bij dit project.

## Gestichte bouwwerken

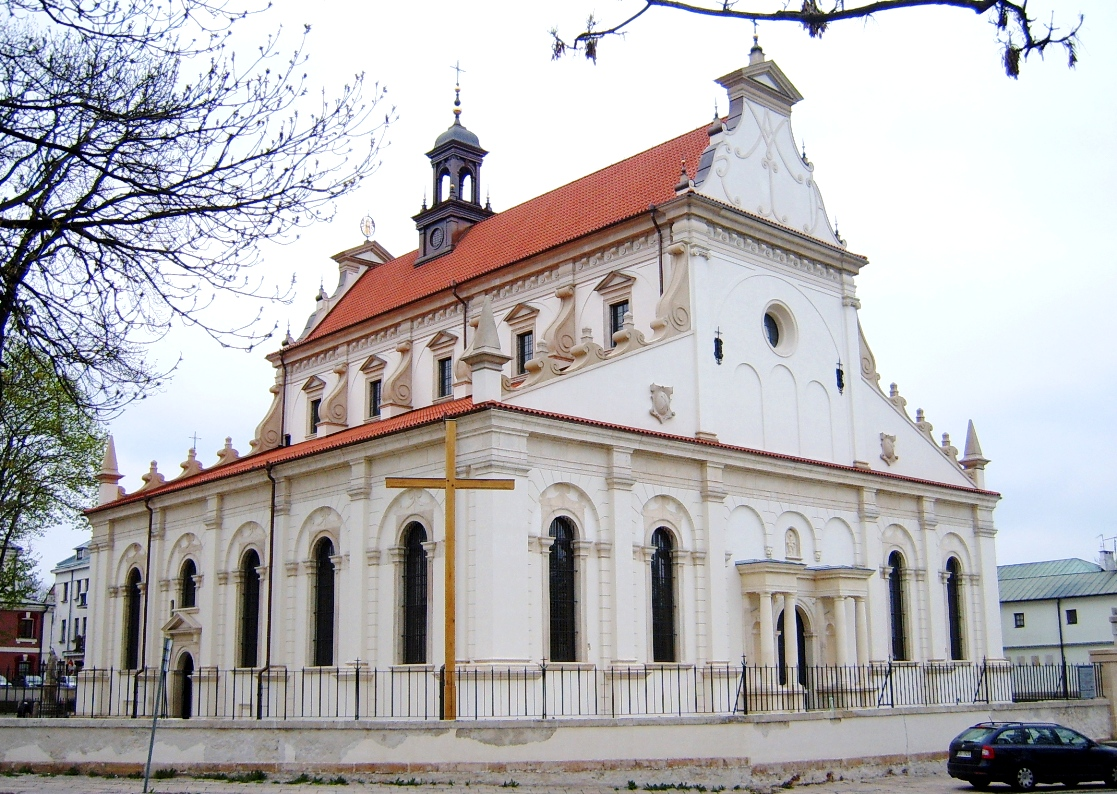
Kathedraal van de Verrijzenis van Tomas de Apostel
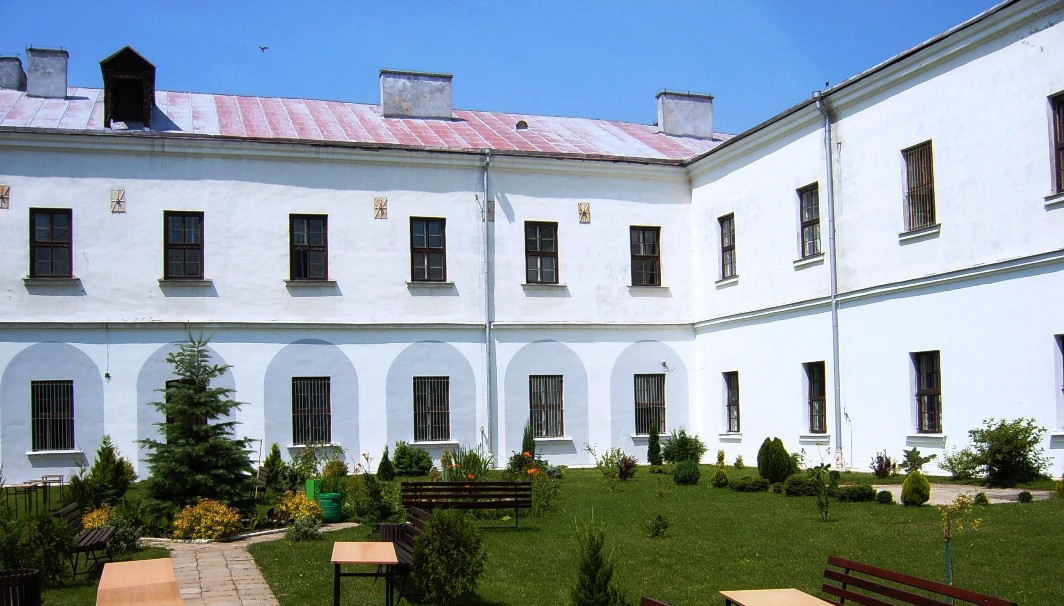
Zamoyski academie
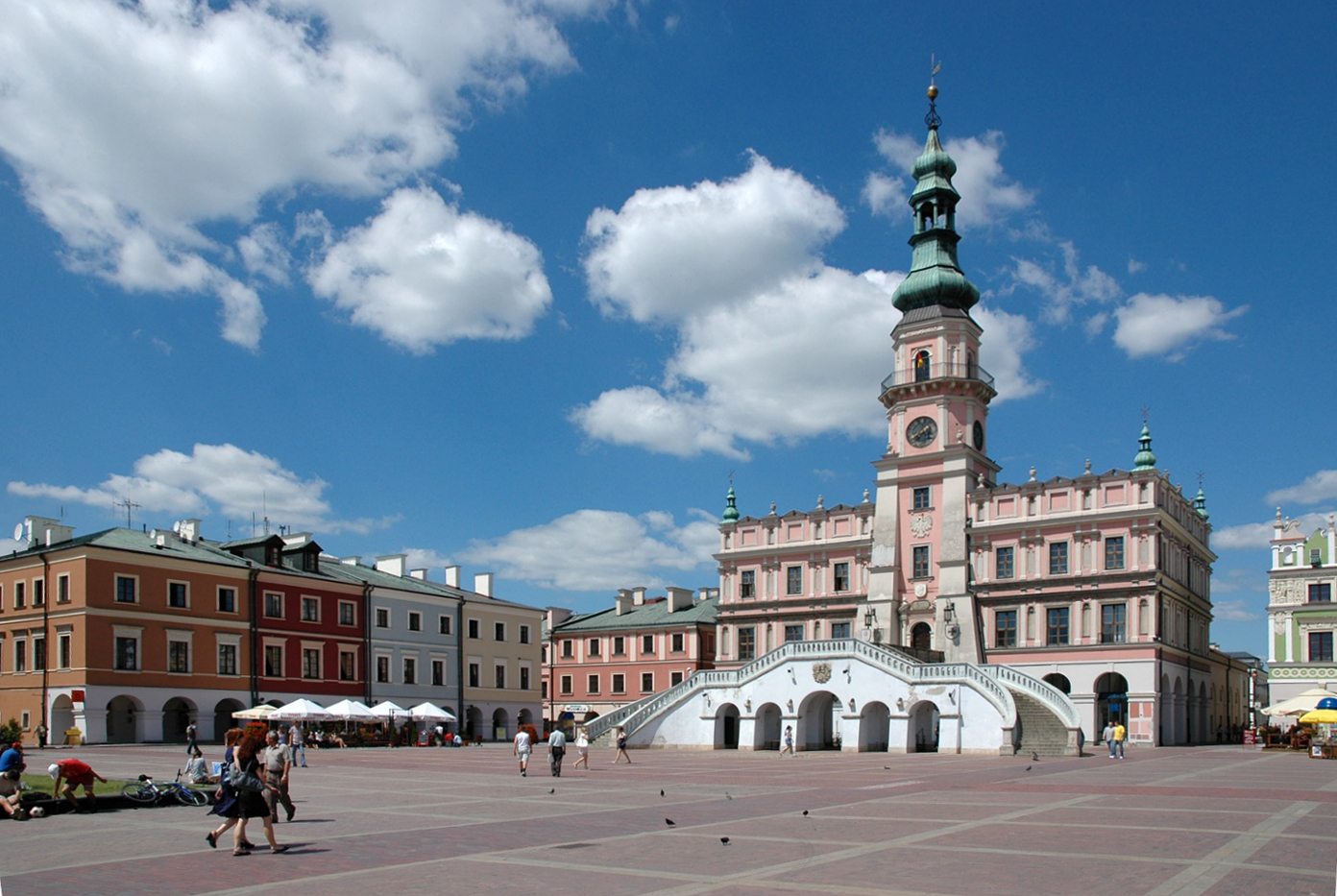
Stadhuis van Zamość

- Biblioteca Nacional de España: XX1765956
- Bibliothèque nationale de France: cb12476290c (data)
- Catàleg d'autoritats de noms i títols de Catalunya: 981058512018906706
- Gemeinsame Normdatei: 118808265
- International Standard Name Identifier: 0000 0001 0859 0939
- Library of Congress Control Number: n81005074
- Nationale Bibliotheek van Letland: 000188384
- Nationale Bibliotheek van Tsjechië: mzk2009511772
- Nationale Bibliotheek van Israël: 987007270917005171
- Nederlandse Thesaurus van Auteursnamen: 078792878
- Réseau des bibliothèques de Suisse occidentale: 02-A013249618
- LIBRIS: 287291
- Système universitaire de documentation: 033958939
- Virtual International Authority File: 88915299
- WorldCat: E39PBJdrKDXvDtgqRTTKkFTrbd